# Dekanat Trzebnica
Dekanat Trzebnica – jeden z 33 dekanatów w rzymskokatolickiej archidiecezji wrocławskiej.
W skład dekanatu wchodzi 11 parafii:
- parafia Miłosierdzia Bożego → Boleścin
- parafia św. Wawrzyńca → Cerekwica
- parafia Najświętszego Serca Pana Jezusa → Czeszów
- parafia Nawiedzenia Najświętszej Maryi Panny → Koczurki
- parafia św. Stanisława Biskupa i Męczennika → Kryniczno
- parafia Wniebowzięcia Najświętszej Maryi Panny → Łozina
- parafia Świętych Apostołów Piotra i Pawła → Trzebnica
- parafia św. Bartłomieja i św. Jadwigi → Trzebnica
- parafia św. Michała Archanioła → Wszemirów
- parafia Niepokalanego Serca Najświętszej Maryi Panny → Wysoki Kościół
- parafia św. Jadwigi Śląskiej → Zawonia